# Elmar Nass

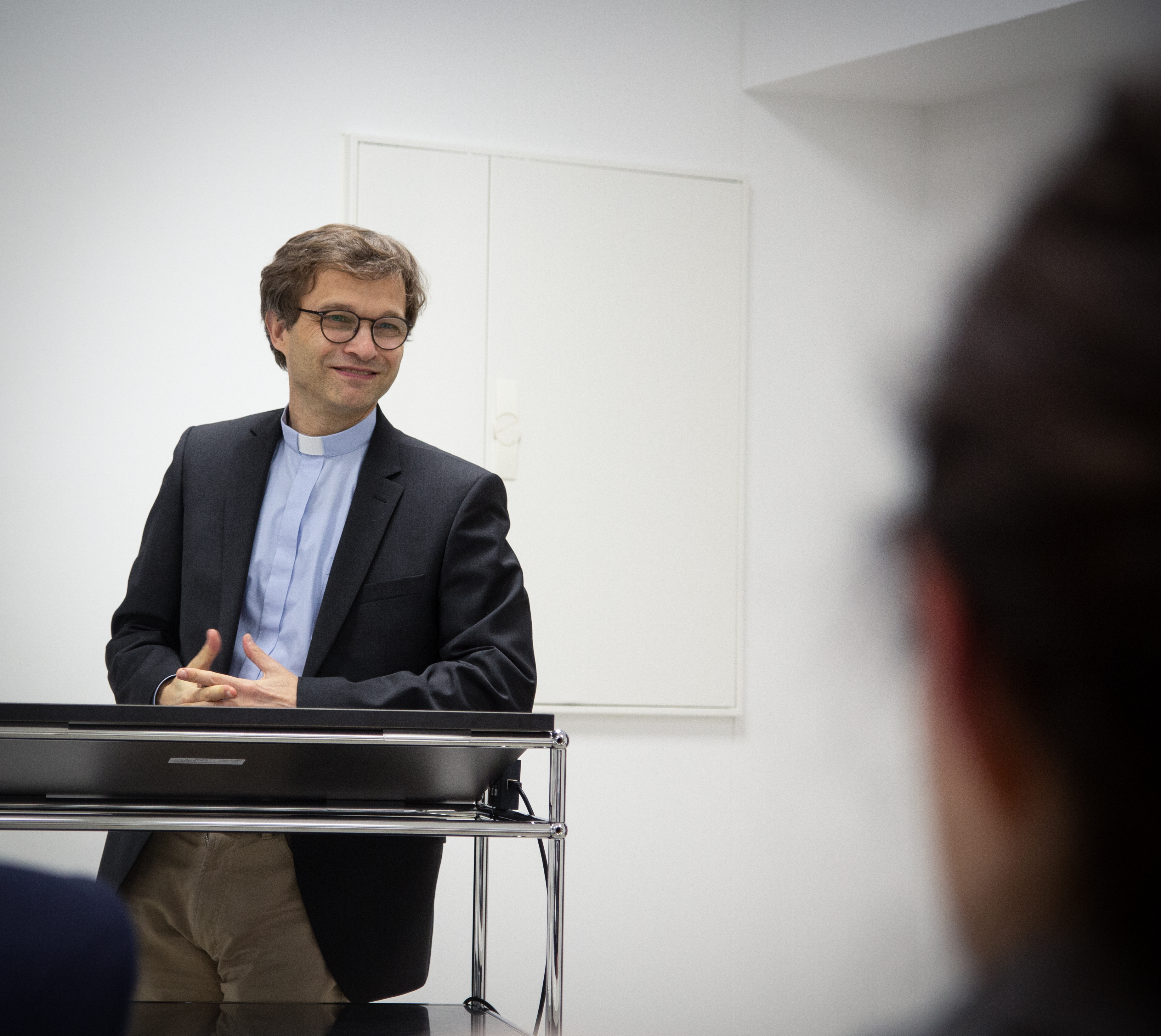
Elmar Nass während einer Vorlesung (2022)

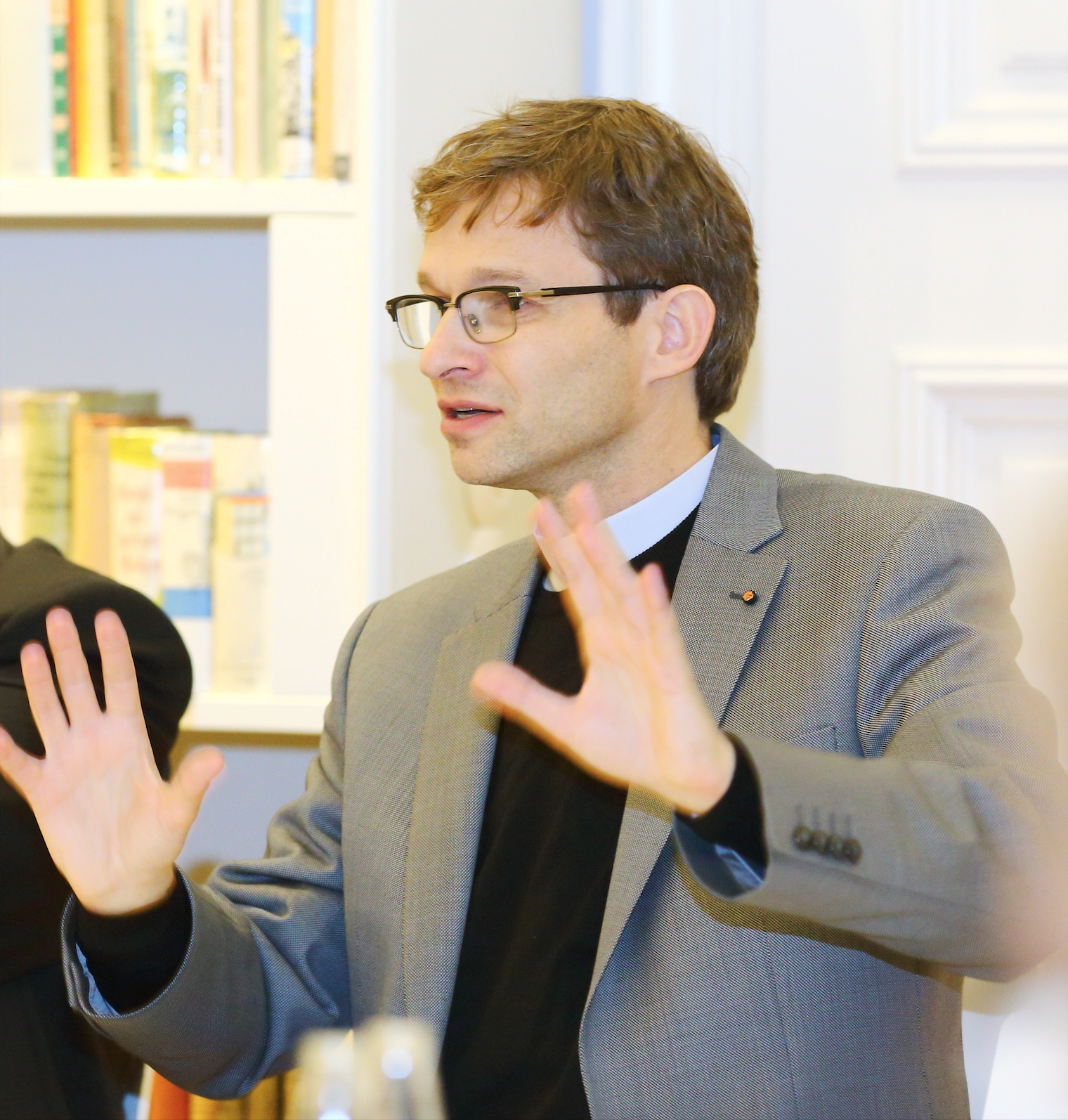
Elmar Nass (2018)

Elmar Nass (* 5. Juli 1966 in Kempen am Niederrhein) ist ein deutscher römisch-katholischer Priester, Theologe sowie Sozial– und Wirtschaftsethiker.

## Leben

### Ausbildung
Nass studierte nach einer Ausbildung zum Bankkaufmann Katholische Theologie und Sozialwissenschaften an der Rheinischen Friedrich-Wilhelms-Universität Bonn, der Päpstlichen Universität Gregoriana in Rom und der Universität Trier. Von 1990 bis 1995 studierte er dabei als Alumnus des Collegium Germanicum et Hungaricum in Rom und empfing dort 1994 die Priesterweihe. Sein sozialwissenschaftliches Lizenziat schloss er in Rom im Jahr 1995 ab. Bis Ende 1999 war Nass Kaplan in Viersen-Süchteln. Hier hat er neben dem Abschluss des theologischen Diploms in Trier eine politisch-religiöse Jugendpastoral initiiert.

### Lehre
Anschließend wurde Nass zunächst im Fach Christliche Sozialwissenschaften an der Katholisch-Theologischen Fakultät der Universität Trier (2002), anschließend im Fach Sozialpolitik und Sozialökonomik an der Sozialwissenschaftlichen Fakultät der Universität Bochum (2006) promoviert. Neben seiner seelsorgerischen Gemeindearbeit im Bochumer Stadtteil Linden war er hier wissenschaftlicher Mitarbeiter und Dozent am Lehrstuhl von Jörg Althammer sowie Dozent an der Universität Duisburg-Essen.
Nach einem Lehrauftrag an der Philosophischen Fakultät der Universität zu Köln (2006) übernahm er von 2007 bis 2012 Vorlesungen und Prüfungen am Lehrstuhl für Christliche Gesellschaftslehre und Pastoralsoziologie an der Katholisch-Theologischen Fakultät der Universität Bonn. Es folgten Lehraufträge an der Philosophischen Fakultät der RWTH Aachen. Er war von 2013 bis 2020 Professor für Wirtschafts- und Sozialethik an der privaten Wilhelm Löhe Hochschule für angewandte Wissenschaften in Fürth. 2014 habilitierte er sich an der Philosophischen Fakultät der RWTH Aachen und erhielt die Lehrberechtigung für das Fach Christliche Wirtschafts- und Sozialethik. Zum 1. Januar 2021 wurde er auf den Lehrstuhl für Christliche Sozialwissenschaften und gesellschaftlichen Dialog an der Kölner Hochschule für Katholische Theologie (KHKT) berufen. Seit 29. Juni 2021 ist er zudem Prorektor der KHKT.

### Seelsorge und Pastoral
Von 2006 bis 2013 war Nass bischöflicher Beauftragter für die Fortbildung des Pastoralpersonals im Bistum Aachen und ist seit 2007 Domvikar am Aachener Dom. Nass ist wissenschaftlicher Berater der Christlich-Demokratischen Arbeitnehmerschaft Deutschland. Zudem ist er seit 2011 Mitglied und Seelsorger der Studentenverbindung KDStV Marchia zu Aachen im Cartellverband. Er ist stellvertretender Vorsitzender der Joseph-Höffner-Gesellschaft und Vorstandsmitglied der Gesellschaft zur Förderung von Wirtschaftswissenschaften und Ethik e.V. (GWE).
2014 wurde er von Kardinal-Großmeister Edwin Frederick Kardinal O’Brien zum Ritter des Ritterordens vom Heiligen Grab zu Jerusalem ernannt und am 10. Mai 2014 im Aachener Dom durch Reinhard Kardinal Marx, Großprior der Deutschen Statthalterei, investiert.

## Wirken
Hauptlehr- und Forschungsgebiete von Elmar Nass ist die Sozialethik mit dem Schwerpunkt Wirtschaftsethik. Auch forscht er über die Relevanz und Sprachfähigkeit von Kirche im Allgemeinen und christlicher Sozialethik im Speziellen in der heutigen Gesellschaft.
Nass forscht „über die Relevanz und Sprachfähigkeit von Kirche im Allgemeinen und christlicher Sozialethik im Speziellen in der heutigen Gesellschaft. In seinen praktischen Schriften zeichnet Nass eine Linie vom liturgischen Vollzug zum diakonischen Handeln und persönlichen Glaubenszeugnis. Dabei stehen die Plausibilität des christlichen Glaubens und Handelns sowie daran orientierte Tugenden von Mut und Hoffnung im Mittelpunkt.“
Er vertritt in der Tradition von Joseph Höffner und Oswald von Nell-Breuning eine naturrechtliche Sozialethik, die er als einen normativen Humanismus auch ökumenisch profiliert. Mit seiner These von einer objektiv begründbaren Menschenwürde und daraus ableitbaren Rechten und Pflichten schlägt er aus einer thomasischen Tradition Brücken zu neoaristotelischen Gerechtigkeitsansätzen (Amartya Sen, Martha Nussbaum) und zu einer kantischen Vernunftethik. Mit einer solchen auch weltanschaulich übergreifenden Koalition will er einer Relativierung der Menschenwürde entgegentreten. Die von Papst Benedikt XVI. vertretene Hinwendung zu einer Betonung der Tugendethik im Kontext der Sozialethik teilt er. Nass machte mit ethischen Positionen zur Währungskrise auf sich aufmerksam, in denen er die Subsidiarität gegenüber der Solidarität betont.
Elmar Nass ist seit 2022 Stellvertretender Geistlicher Berater und Kirchlicher Assistent für Rheinland und Westfalen für die Päpstliche Stiftung Centesimus Annus.

## Schriften (Auswahl)
- Der humangerechte Sozialstaat. In: Untersuchungen zur Ordnungstheorie und Ordnungspolitik, Band 51, Mohr Siebeck 2006, ISBN 978-3-16-149118-4.
- Die Kirche und das Euro(pa)dilemma. FAZ vom 16. August 2012. Online auf faz.net.
- Mit Alfred Schüller, Joseph Kardinal Höffner: Wirtschaft, Währung, Werte. Die Euro(pa)krise im Lichte der Katholischen Soziallehre. Ferdinand Schöningh, Paderborn 2014, ISBN 978-3-506-77868-0.
- Zeitschrift für Marktwirtschaft und Ethik, Nr. 4. Verlag Traugott Bautz, Nordhausen 2016, ISBN 978-3-95948-121-2.
- Handbuch Führungsethik: Teil I: Systematik und maßgebliche Denkrichtungen. In: Dynamisch Leben gestalten / Innovative Unternehmensführung in der Sozial- und Gesundheitswirtschaft, Band 7, Kohlhammer 2017, ISBN 3-17-032204-4.
- Utopia Christiana – Vom Kirche- und Christsein heute, LIT Verlag 2018, ISBN 978-3-643-14221-4.
- Christliche Sozialethik: Orientierung, die Menschen (wieder) gewinnt. In: Ethik – Grundlagen und Handlungsfelder, Band 13, Kohlhammer 2020, ISBN 978-3-17-037056-2.
- Ziele und Werte "sozialistischer Marktwirtschaft": Chinas Wirtschaft aus ordnungsethischer Sicht, Kohlhammer 2023, ISBN 978-3170437463
- Der globale Puppenspieler: Die Vision von Xi Jinping und eine Antwort der Freiheit, Kohlhammer  2024, ISBN 978-3170452053.
- Christian Social Ethics. Rowman & Littlefield 2025, ISBN 978-1538166338.
- Päpstliche Stiftung Centesimus Annus pro Pontifice – Deutsche Sektion (Herausgeber) mit Ulrich Schürenkrämer, Elmar Nass, Peter Schallenberg, Sylvia Trimborn-Ley, Christoph Wagener sowie Peter Kardinal Turkson (Vorwort): Mensuram Bonam. Glaubensbasierte Maßstäbe für katholische Kapitalanleger: Ein Ausgangspunkt und Aufruf zum Handeln, Herder Freiburg 2025, ISBN 978-3-451-60159-0

### Herausgeberschaft
- C. Müller/E. Nass/J. H. Zabel (Hrsg.): Naturrecht und Moral in pluralistischer Gesellschaft, Paderborn 2017.
- E. Nass/W. H. Spindler/J. H. Zabel (Hrsg.): Kultur des Gemeinwohls. Festschrift für Wolfgang Ockenfels, Trier 2017.

## Besprechung
- Christian Hecker: Christliche Sozialethik. Orientierung, die Menschen (wieder) gewinnt, beim Deutsches Netzwerk Wirtschaftsethik. Forum Wirtschaftsethik, 12. Juni 2020. In: forum-wirtschaftsethik.de, abgerufen am 3. April 2023.

## Mitgliedschaften
- Sachverständiger der Fachkommission Wohlstand zum Grundsatzprogramm der CDU[9]
- Stellvertretender Vorsitzender der Joseph-Höffner-Gesellschaft, Köln[9]
- Vorstandsmitglied der Gesellschaft zur Förderung von Wirtschaftswissenschaften und Ethik[9]
- Wissenschaftlicher Beirat der Johannes Messner Gesellschaft, Wien[9]
- Vertrauensdozent und Mitglied des „Netzwerk Wissenschaftsfreiheit“[10]
- Kirchlicher Assistent der päpstlichen Stiftung Centesimus Annus – Pro Pontifice[9]